# Ctenolophus pectinipalpis
Ctenolophus pectinipalpis är en spindelart som först beskrevs av William Frederick Purcell 1903.  Ctenolophus pectinipalpis ingår i släktet Ctenolophus och familjen Idiopidae. Inga underarter finns listade i Catalogue of Life.